# Huéhuetl

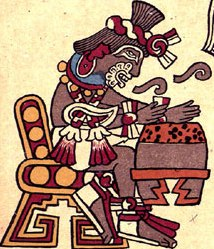
Dibujo de huéhuetl en el Códice Borgia.

El huēhuētl es un instrumento de percusión americano con forma de tubo que empleaban los Mayas y otras culturas relacionadas. Se construía con el tronco de un árbol ahuecado, colocado verticalmente y abierto en el fondo. Puede ser percutido a mano o con baquetas de madera. Se sustentaba en tres soportes tallados en la base, en la que contaba con ranuras. La parte superior estaba cubierta con una piel estirada, generalmente de ocelote. Al igual que el teponaxtle, tenía talladas figuras y leyendas alusivas a los ritos a que se destinaba, o bien figuras humanas, zoomorfas o geométricas. Era de variadas dimensiones.

## Sentido cultural del huéhuetl
El huéhuetl en lengua náhuatl tiene como definición "el anciano" (huehue=viejo, tl=sustantivo), o el venerable, pues las culturas mesoamericanas veneraban y respetaban a las personas ancianas por su sabiduría. Se utilizaba generalmente la madera de sabino o ahuehuete, pues este árbol tarda mucho tiempo en crecer, por lo que era muy respetable el trabajo del que fabricaba un huéhuetl. 
Se piensa que el huéhuetl tiene un sentido ancestral y místico, pues se relaciona al sonido del mismo con el corazón de la tierra. Se utilizaba en ritos, en fiestas y en la guerra.

## Huéhuetl moderno
El huéhuetl moderno puede estar hecho mediante uniones de duelas o de vigas de madera. Algunos llevan tensores para ajustar el tono del parche. Se toca en conjunto con la caja y la chirimía. En algunas zonas, como Tlaxcala y Puebla (México), se le llama «teponaxtle», aunque desde el punto de vista organológico son instrumentos distintos.